# Diocesi di Dragobizia
La diocesi di Dragobizia (in latino: Dioecesis Dragobitiensis) è una sede soppressa e sede titolare della Chiesa cattolica.

## Storia
Dragobizia, nei pressi di Hagii-Apostoli in Grecia, è un'antica sede vescovile della provincia romana della Macedonia Prima nella diocesi civile omonima, suffraganea dell'arcidiocesi di Tessalonica.
La sede è piuttosto tardiva, perché appare per la prima volta solo nella Notitia Episcopatuum attribuita all'imperatore Leone VI (inizio X secolo). È noto un solo vescovo di questa sede, Pietro, che prese parte al Concilio di Costantinopoli dell'879-880 che riabilitò il patriarca Fozio di Costantinopoli.
Dal XVI secolo Dragobizia è annoverata tra le sedi vescovili titolari della Chiesa cattolica; la sede è vacante dal 29 maggio 1830. La sede è conosciuta come Dragobitiensis, Dragonensis o Trachonensis.

## Cronotassi

### Vescovi greci
- Pietro † (menzionato nell'879)

### Vescovi titolari
- Antonio Vespoli, C.R. † (5 maggio 1599 - 1602 deceduto)
- Gaspare Cardoso, O.S.B. † (7 aprile 1603 - 19 giugno 1606 succeduto vescovo di Potenza)
- Gregorio di Santa Croce, O.S.B. † (12 giugno 1606 - marzo 1610 succeduto vescovo di Giovinazzo)
- Johannes Stelrich (Estelrich) † (17 maggio 1610 - ?)
- Camillo Piazza † (10 novembre 1659 - 11 ottobre 1690 deceduto)
- Johann Werner Schnatz † (16 novembre 1705 - 25 luglio 1723 deceduto)
- Ernst Amadeus Thomas von Attems † (2 dicembre 1735 - 17 dicembre 1742 confermato vescovo di Lubiana)
- Johann Kaspar von Wolkenstein-Rodeneck † (15 luglio 1743 - 12 aprile 1744 deceduto)
- Frigyes József Pfütschner † (15 dicembre 1755 - prima del 6 giugno 1769 deceduto)
- William Walton † (18 luglio 1770 - 26 febbraio 1780 deceduto)
- Thomas Scallan, O.F.M.Ref. † (20 marzo 1815 - 7 giugno 1830 deceduto)
- John Briggs † (22 gennaio 1833 - 29 settembre 1850 nominato vescovo di Beverley)